# Zdeněk Bialek
Zdeněk Bialek (* 30. září 1947) je bývalý český fotbalista, útočník.

## Fotbalová kariéra
V československé lize hrál za Baník Ostrava. Nastoupil v 16 ligových utkáních a dal 2 góly. Do Baníku přišel z VOKD Poruba výměnou za Ericha Dudu.

## Ligová bilance
| Ročník                                   | Zápasy | Góly | Minuty | Klub          |
| ---------------------------------------- | ------ | ---- | ------ | ------------- |
| 1. československá fotbalová liga 1971/72 | 12     | 1    | 642    | Baník Ostrava |
| 1. československá fotbalová liga 1972/73 | 4      | 1    | 360    | Baník Ostrava |
| CELKEM 1. liga                           | 16     | 2    | 1 002  |               |